# Volksschule Haebergasse
Die Volksschule Haebergasse ist eine Volksschule im 12. Bezirk in Wien.

## Geschichte
Im Haus war bis zur Gründung der Schule im Jahr 1995 das Bezirksmuseum untergebracht.

## Architektur und Gebäude
Das Haus wurde renoviert und zweckmäßig modernisiert. Die Schule hat 14 Klassenzimmer, einen Turnsaal und eine Bibliothek. Angrenzend der Schule ist ein Kindergarten und ein Hort.

## Pädagogische Arbeit, Ausstattung und Angebote
Die Volksschule Haebergasse hat eine Klasse der Vorschulstufe mit 18 Schülern und 13 Klassen der 1 bis 4 Schulstufe mit 305 Schülern. (Stand: 2014/15)
Für Kinder berufstätiger Eltern wird die Möglichkeit einer Frühaufsicht von Montag bis Freitag ab 7:15 Uhr geboten.
Seit dem Schuljahr 2003/04 arbeiten vier Klassen unserer Schule mit dem Schwerpunkt PAIS (Geschlechtssensible Pädagogik). Im Rahmen dieses Projekte werden manche Stunden, geschlechtshomogen gestaltet. Diese Stunden finden klassenübergreifend statt und in der Gruppe der Buben arbeitet auch ein Lehrer mit. Die Schule ist bei diesem Projekt Pilotschule.
Im Winter wird anstelle des Turnunterrichts Eislaufen angeboten.
Schwimmen wird nur in der 3. Klasse angeboten.
In der Schule werden Workshops zur Gewaltprävention veranstaltet.
Von jedem Jahrgang werden etwa sieben Kinder in einer Mehrstufenklasse unterrichtet.
Schülern mit nicht deutscher Muttersprache werden integrativ oder in Kleingruppen in serbokroatisch oder türkisch unterrichtet.
In jeder Klasse befinden sich zwei Computer, deren Einsatz in den Unterricht einbezogen wird.
Die Schule hat keine Tagesbetreuung.
Im Jahr 2009 wurde die Schule im Rahmen des Österreichischen Schulpreises mit einem Sonderpreis für „besondere Leistungen auf dem Gebiet der Integration“ ausgezeichnet.